# Philippe Aubert de Gaspé
Pour le fils de Philippe Aubert de Gaspé, né en 1814 et mort en 1841, voir Philippe Aubert de Gaspé, fils.
Philippe Aubert de Gaspé (né le 30 octobre 1786 à Québec, mort le 29 janvier 1871 à Québec) est le dernier seigneur de Saint-Jean-Port-Joli et un écrivain canadien-français, auteur du roman Les Anciens Canadiens. Cette œuvre gaspéenne eut un durable succès (on compte une trentaine de retirages), fut traduite en anglais et en espagnol et portée à la scène. Aubert de Gaspé est souvent considéré comme le premier romancier québécois, honneur aussi attribué à son fils, Philippe-Ignace-François Aubert de Gaspé, auteur de L'Influence d'un livre. Après les Anciens Canadiens, il rédige également ses Mémoires.

## Biographie

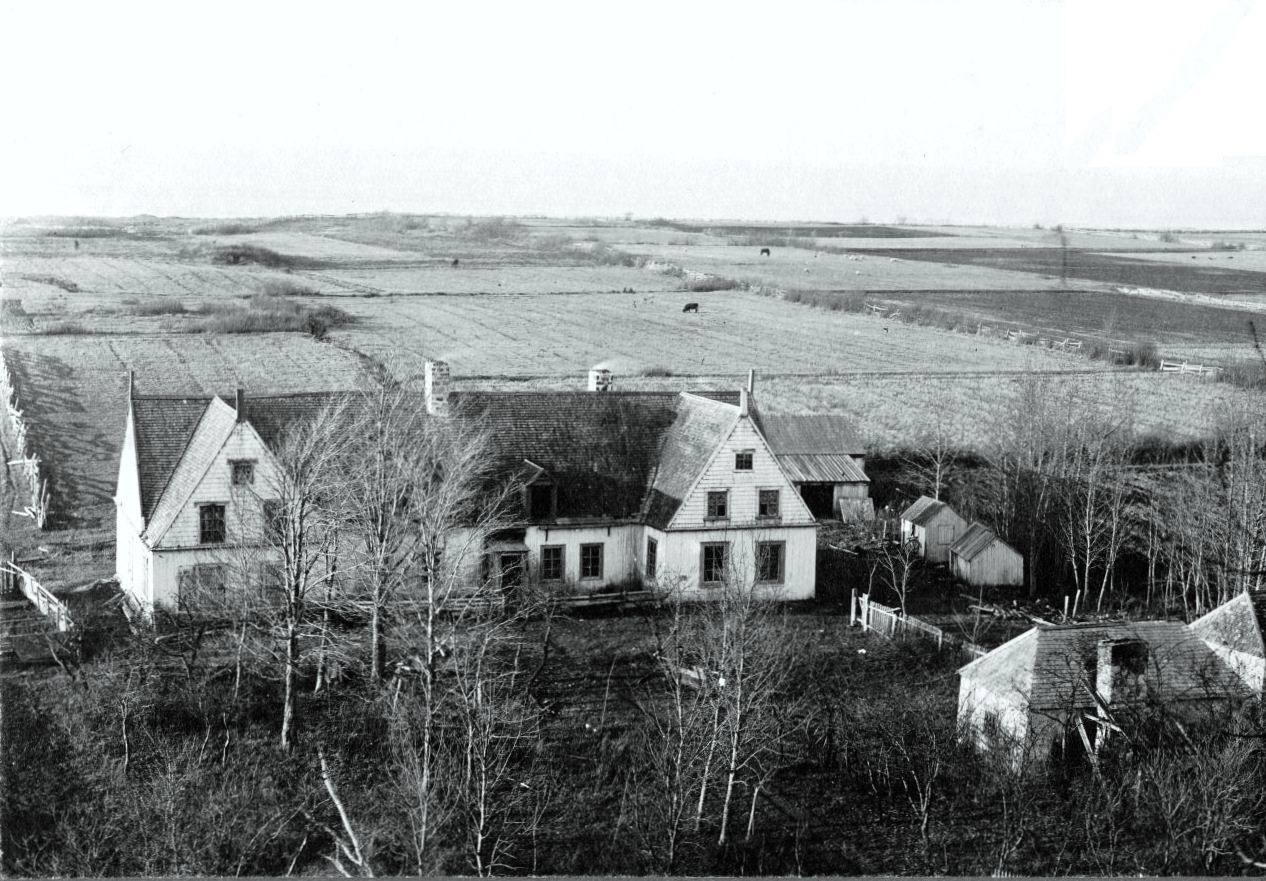
Manoir de Philippe Aubert de Gaspé, Saint-Jean-Port-Joli

Philippe Aubert de Gaspé descend de l'homme d'affaires Charles Aubert de La Chesnaye. Il naît à Québec. Il y fait ses études au petit Séminaire de 1798 à 1806. Il devient avocat en 1811. De 1804 à 1816, il est tour à tour lieutenant de milice de Québec, puis capitaine et major, et enfin shérif du district de Québec. Puis il se trouve de l'autre côté de la barrière puisque reconnu coupable de détournement de fonds. Destitué de ses fonctions, il se réfugie au domaine de sa mère à Saint-Jean-Port-Joli. De 1836 à 1841, il est emprisonné pour dette.
Philippe Aubert de Gaspé revient à Québec en 1842. Ce n'est qu'en 1863, alors qu'il est âgé de soixante-quatorze ans, qu'il publie Les Anciens Canadiens, roman qui se déroule dans la Seigneurie de Saint-Jean-Port-Joli au moment de la Conquête. La sortie du livre est un succès retentissant. La publication des Anciens Canadiens sera suivi en 1866 par celle de ses Mémoires, qui contient une foule d'anecdotes sur la société québécoise de la fin du XVIIIe et du début du XIXe siècle.
Philippe Aubert de Gaspé décède à Québec en 1871.
Il est le père de Philippe-Ignace-François Aubert de Gaspé et l'arrière-grand-père du poète et journaliste Jean-Aubert Loranger.
Le fonds d'archives de Philippe Aubert de Gaspé est conservé au centre d'archives de Québec de Bibliothèque et Archives nationales du Québec.

## Influence culturelle
L'œuvre de Philippe Aubert de Gaspé laisse une empreinte durable dans la représentation collective que l'on se fait du régime seigneurial au Québec. Selon l'historien Benoît Grenier, « multitude d'auteurs [ont] adopté ou subi l'influence de la vision gaspéenne du régime seigneurial », une vision qui représentait les rapports entre seigneurs et censitaires comme harmonieux.

## Œuvre

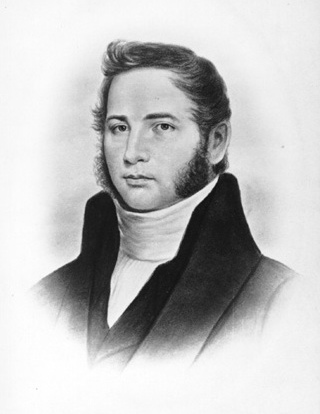
Philippe Aubert de Gaspé

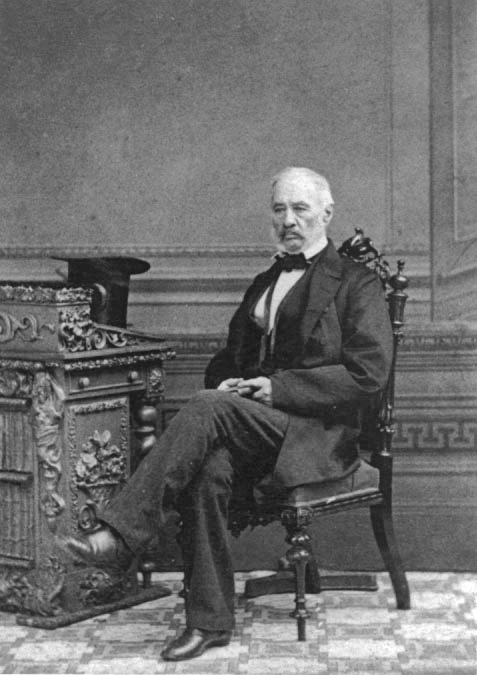
Philippe Aubert de Gaspé, vers 1863-1864

### Roman
- Les Anciens Canadiens (1863)

### Autobiographie
- Mémoires (1866)

### Autres publications
- Divers (1893)

Note : Certaines nouvelles, éditées par son fils, Alfred Aubert de Gaspé, ont paru en 1866 dans le Foyer canadien : Femme de la tribu des Renards ; Le Loup-Jaune ; La Statue du général Wolfe ; Le Village indien de la Jeune-Lorette.

## Hommages

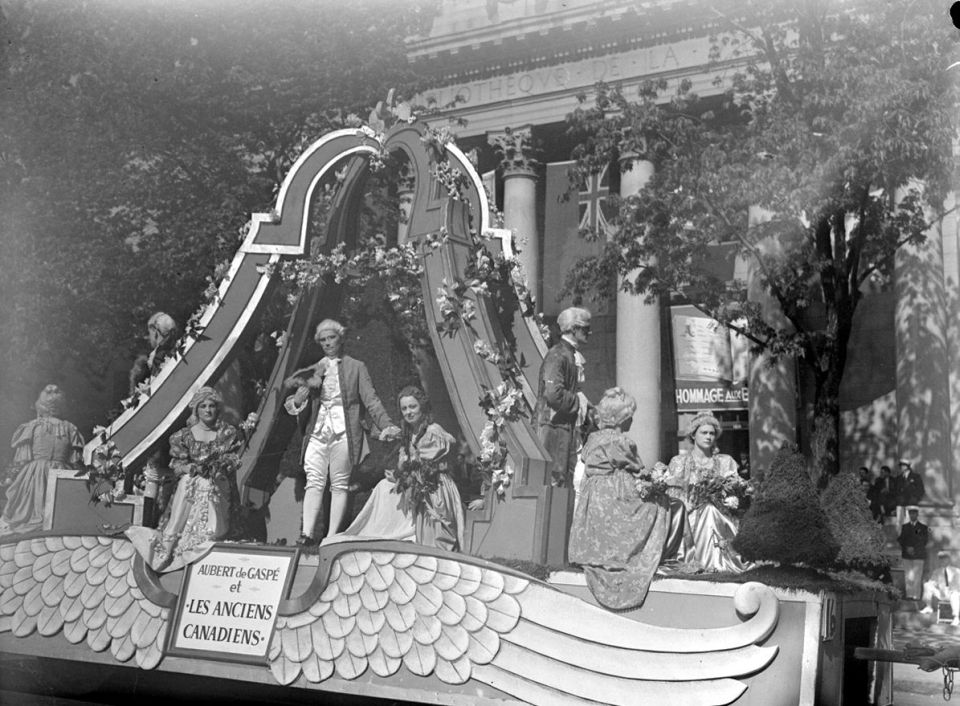
Char allégorique du défilé de la Saint-Jean-Baptiste à Montréal consacré à Philippe Aubert de Gaspé.

- Le Musée de la mémoire vivante, à Saint-Jean-Port-Joli, dispose d'une exposition permanente sur sa vie et son œuvre.
- Le prix littéraire Philippe-Aubert-de-Gaspé, créé en 1985, est nommé en son honneur. Ce prix vise à récompenser un auteur de la Côte-du-Sud s'étant distingué sur la scène littéraire ou historique.

## Ville de Québec
- Une rue Aubert dans l'arrondissement de Beauport depuis 1966 et une rue De Gaspé, depuis 1917, dans l'arrondissement La Cité-Limoilou sont nommées en son honneur dans la ville de Québec.
- Une rue des Anciens Canadiens est nommée dans la ville de Québec.
- Une plaque "Ici véçut" de la ville de Québec est présente au 1, rue Ferland, en son honneur de son ancien lieu de résidence[8].

## Ville de Montréal
- À Montréal, la rue De Gaspé est voisine de la rue Henri-Julien dans Villeray et le Plateau, et à deux rues de celle-ci dans Petite-Patrie. (Henri Julien ayant été illustrateur pour une réédition du livre Les Anciens Canadiens)
- Sur cette même rue De Gaspé se situe une école appelée Philippe-Aubert-de-Gaspé qui existe depuis plus de 100 ans. Elle fut au fil du temps une école d'enseignement primaire et secondaire (aujourd'hui l'école Sainte-Cécile de la CSDM), abritant même pendant les années 1960 une section dite classique où l'enseignement des classes des Éléments latins jusqu'à la Versification était offert à des élèves du quartier doués pour les études mais dont les parents, aux revenus modestes, ne pouvaient leur payer l'accès aux grands collèges classiques.